# جيم بالمر
جيم بالمر (بالإنجليزية: Jim Palmer)‏ (و. 1945 – م) هو لاعب كرة قاعدة، وعارض، من الولايات المتحدة الأمريكية، ولد في مدينة نيويورك.

## جوائز
حصل على جوائز منها:
- جائزة القفاز الذهبي لرولينغز [الإنجليزية]‏.

## وصلات خارجية
- جيم بالمر على موقع دوري كرة القاعدة الرئيسي (الإنجليزية)
- جيم بالمر على موقعبيزبول رفرنس.كوم (الدوري الرئيسي) (الإنجليزية)
- جيم بالمر على موقعبيزبول رفرنس.كوم (الدوري الثانوي) (الإنجليزية)
- جيم بالمر على موقع إي إس بي إن.كوم (أم.أل.بي) (الإنجليزية)
- جيم بالمر على موقع مشجعي الرسوم البيانية (الإنجليزية)
- جيم بالمر على موقع قاعة مشاهير كرة القاعدة (الإنجليزية)

- جيم بالمر على موقع IMDb (الإنجليزية)
- جيم بالمر على موقع الموسوعة البريطانية (الإنجليزية)
- جيم بالمر على موقع إن إن دي بي (الإنجليزية)
- جيم بالمر على موقع قاعدة بيانات الفيلم (الإنجليزية)